# Багнюк Ігор Юрійович
І́гор Ю́рійович Багню́к — старший лейтенант Збройних сил України, учасник російсько-української війни. З 2023 року підполковник Збройних сил України. 

## З життєпису
Станом на квітень 2017-го — заступник командира батальйону з повітрянодесантної підготовки, 79-та бригада.

## Нагороди
За особисту мужність і героїзм, виявлені у захисті державного суверенітету та територіальної цілісності України, вірність військовій присязі під час російсько-української війни нагороджений
- орденом Богдана Хмельницького III ступеня (4.12.2014).